# 콘스탄티노폴리스 세계 총대주교

콘스탄티노폴리스 세계 총대주교의 휘장

콘스탄티노폴리스 세계 총대주교(그리스어: Οικουμενικός Πατριάρχης Κωνσταντινουπόλεως)는 새 로마 콘스탄티노폴리스의 관구 대주교로 동방 정교회의 주교들 가운데 동등한 가운데 첫 번째(primus inter pares) 주교이다. 일반적으로 그는 전세계 3억 명의 동방 정교회 신자들의 대표자이자 영적 지도자로 여겨지고 있다.
그의 직함에서 ‘세계’라는 용어는 그리스어로 ‘문명세계’(Ecumene), 즉 로마 제국을 지칭하는 역사적 용어이며, 칼케돈 공의회의 규범 28조에서 유래한다. 공식 직함은 새 로마 콘스탄티노폴리스의 관구 대주교 및 세계 총대주교(그리스어: Ἡ Αὐτοῦ Θειοτάτη Παναγιότης, ὁ ᾿Αρχιεπίσκοπος Κωνσταντινουπόλεως, Νέας Ρώμης καὶ Οἰκουμενικὸς Πατριάρχης)이다.
콘스탄티노폴리스 세계 총대주교직은 세계에서 가장 오래 지속된 제도 중의 하나로, 세계사에서 중요한 위치를 차지하고 있다. 고대 시절 세계 총대주교들은 기독교 전파와 여러 가지 교리 논쟁을 해결하는데 조력했다. 중세 때에 와서 총대주교들은 동방 정교회 문제 뿐만 아니라 정치에도 주요한 역할을 했고, 슬라브족에게 기독교를 전파하는데도 중요한 역할을 했다. 현재 기독교의 신앙의 전파와 동방 정교회의 교리 문제 외에도 총대주교들은 교회 일치 운동과 종교 간의 대화, 구호 활동, 정교회 전통 수호에 매진하고 있다.
기독교 5대 총대주교 가운데 콘스탄티노폴리스 총대주교는 사도 안드레아의 후계자로 여겨진다. 현재 총대주교는 제270대 총대주교인 바르톨로메오스 1세이다.

## 개요

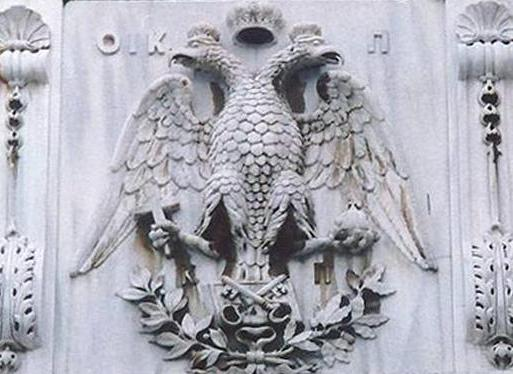
콘스탄티노폴리스 총대주교청 정문 위에 있는 표상

콘스탄티노폴리스 세계 총대주교는 동방 정교회의 모든 주교 가운데 동등한 가운데 첫 번째 주교 또는 대표자이며, 공의회를 주재하며, 특히 다른 기독교 종파들과의 교회 일치 운동 대화에 있어서 정교회 공동체의 주요 대변자 역할을 맡고 있다. 그는 다른 총대주교들이나 독립 교회들에 대해서 직접적으로 재치권을 행사할 수 없다. 하지만 그에게는 수석 주교들 가운데 유일하게 특정한 사안을 다루기 위해 수석 주교들 또는 그들의 대리인단으로 구성된 특별 시노드를 소집할 권리가 있다. 뿐만 아니라 그는 지난 40년 동안 많은 사람이 참석한 범정교회 시노드를 소집해 왔다.
이러한 세계 총대주교의 특별한 역할 때문에 공식 직함이 아님에도 불구하고 일각에서는 그를 정교회의 영적 지도자로 보는 경우도 있다. 그러나 정교회는 완전히 분권화가 되어 있기 때문에 교회법적으로 중앙 권력도 없고, 지상에서의 수장이나 한 명의 주교가 교회 조직 전체를 이끌어가는 역할을 수행하지도 않는다. 따라서 교황 수위권 교리에 따라 교계제도가 정비된 가톨릭교회와는 현저하게 구분된다. 그의 직함들인 ‘동등한 가운데 첫 번째’와 ‘세계 총대주교’는 권위적인 직함이라기보다는 명예적인 직함에 가까우며, 실제로 콘스탄티노폴리스를 제외한 나머지 교회들에 대해서 어떠한 실질적인 권한도 없다.
콘스탄티노폴리스 세계 총대주교는 교회 행정상 역사적인 이유로 그리스 정교회의 재치권에 속해 있지 않은 그리스의 일부 지역 뿐만 아니라 정교회가 짧은 역사를 가진 아메리카와 서유럽, 오스트레일리아와 뉴질랜드 등에 있는 수많은 정교회 교구들을 관할하고 있다. 한국 정교회도 콘스탄티노폴리스 총대주교의 관할 아래 있다. 이들 교구는 여러 가지 면에서 내적 자치를 누리고, 자신의 주교를 두고 있지만, 콘스탄티노폴리스 세계 총대주교의 영적 지도에 순명하고 있다.
정교회에서 세계 총대주교의 실질적인 위치는 14개의 독립 교회들 중 한 곳이면서 교회 분열 이전 고대 5대 총대주교좌 가운데 로마를 제외한 나머지 네 곳의 총대주교좌 중에서 가장 높은 위치인 콘스탄티노폴리스 정교회의 총대주교이다. 콘스탄티노폴리스 정교회의 수장인 그는 ‘새 로마 콘스탄티노폴리스의 관구 대주교’라는 직함을 갖고 있기도 하다.
세계 총대주교는 또한 콘스탄티노폴리스 아르메니아 총대주교와 1204년 제4차 십자군이 콘스탄티노폴리스를 점령한 후 생겼으나 지금은 사라진 콘스탄티노폴리스 라틴 총대주교와 구분하기 위해 콘스탄티노폴리스 그리스 총대주교라고 불리기도 한다.

### 역사
비잔티움 주교좌는 훗날 사도 안드레아에 의해 설정된 것으로 전해졌지만, 원래는 흔한 주교좌 가운데 한 곳이었다. 이곳은 콘스탄티누스 대제가 로마와 더불어 비잔티움을 제2의 수도로 정하고 그 이름을 콘스탄티노폴리스라고 지으면서 중요한 곳이 되었다. 381년 제1차 콘스탄티노폴리스 공의회와 451년 칼케돈 공의회에서 콘스탄티노폴리스 주교좌의 교회법적 위치는 5대 총대주교좌 가운데 서열 2위로 격상되었다.
터키 정부는 콘스탄티노폴리스 총대주교를 터키에 거주하는 소수 민족인 그리스인들의 종교 지도자로 보고 그를 ‘페네르의 로마 정교회 총대주교’(튀르키예어: Fener Rum Ortodoks Patriği)라고 부르고 있다. 총대주교는 1453년 콘스탄티노폴리스 함락 이후 1923년 터키 공화국 선언 때까지 오스만 제국의 치하에 있었다.
콘스탄티노폴리스 총대주교는 6세기 이래 세계 총대주교로 불렸으며, 교황은 이에 반대하며 ‘하느님의 종들의 종’이라는 호칭을 공식 사용하기 시작했다.

### 아토스산
아토스산의 수도원 공동체는 세계 총대주교의 관할 아래 있는 수도원이며, 오직 세계 총대주교만이 이들 수도원 공동체에 대한 직접적인 자치권을 갖고 있다. 공식적으로 ‘거룩한 산 자치 수도원구’(고대 그리스어: Αυτόνομη Μοναστικὴ Πολιτεία Ἁγίου Ὄρους)라고 불리는 아토스산 수도원 공화국은 정치적으로는 그리스 외무부에, 종교적으로는 콘스탄티노폴리스 세계 총대주교에 예속되어 있으며, 여타 다른 수도원 공동체들의 모원이기도 하다.

## 정교회 주교단에서의 역할

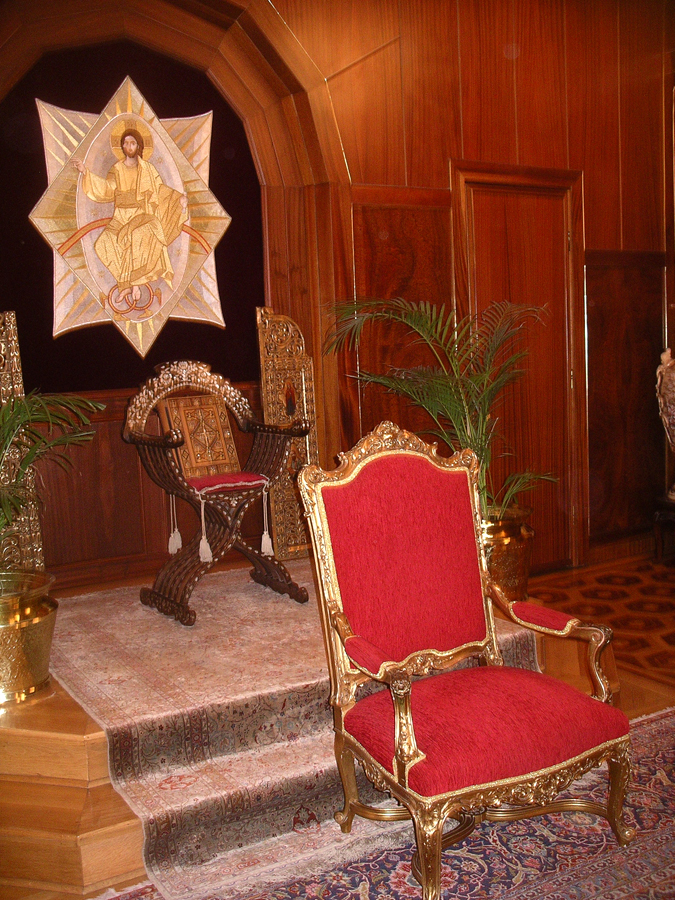
콘스탄티노폴리스 세계 총대주교청의 응접실. 단 위에 복음서를 올려 놓은 왕좌가 있고, 세계 총대주교는 그 밑에 있는 앞의 의자에 앉는다.

세계 총대주교는 정교회 주교들 사이에서 특별한 역할을 맡고 있지만, 이와 관련해서 논란이 없는 것은 아니다. 그는 동등한 가운데 첫 번째(primus inter pares)로서 정교회의 모든 주교들 가운데 최고 선임자이다. 이러한 선임권은 교회 문헌에서 프레스베이아(presbeia, 특권)로 표현되며, 세계 총대주교는 범정교회 시노드의 의장을 맡아 주재할 수 있는 권한을 갖고 있다.
추가적으로 정교회의 교회 문헌은 주교들 간의 분쟁 사례가 발생할 경우, 세계 총대주교에게 호소를 청취할 권리를 부여하고 있다. 그러나 이러한 교회법적 권리들이 세계 총대주교청과 세계 총대주교청 산하 교회에만 국한되는지 아니면 정교회 전체에 걸쳐 보편적인 것인지에 대해서는, 특히 세계 총대주교청과 러시아 정교회 간에 논쟁 대상이다.
역사적으로 세계 총대주교는 호소를 청취했으며, 때로는 다른 교회의 분쟁과 어려움에 개입해 달라는 요청을 받기도 했다. 4세기 초만 해도 콘스탄티노폴리스는 전통적인 고유 재치권 외의 지역 주교들을 면직하는데 있어 중요한 역할을 했다. 2006년에 요청을 받아 알츠하이머병에 걸린 키프로스 정교회의 관구 대주교가 더 이상 업무를 수행할 능력이 없다고 선언한 것처럼 오늘날에도 이는 유효하다. 뿐만 아니라 2005년 세계 총대주교청은 예루살렘 총대주교 이레나이오스의 면직을 정교회 세계 전체가 확인한다는 사실을 표하기 위해 범정교회 시노드를 소집했다. 2006년에 세계 총대주교청은 모스크바의 상급 주교와 갈등이 일어난 영국의 러시아 정교회 주교의 호소를 듣고 해결에 나섰으나 이 때는 양측 모두 결과를 수용하기를 거부했다.
정교회 교회 문헌에 명시된 바에 따르면, 세계 총대주교는 콘스탄티노폴리스 세계 총대주교청 관할 밖의 지역에 대해서는 직접적인 재치권이 없지만, 정교회 전체에 대한 그의 주요한 임무는 독립 교회와 자치 교회 간의 관계를 다루는 것이다. 즉 그의 주요 역할은 교회의 일치를 증진하고 유지하는 것이다.
이처럼 특별한 역할 때문에 종종 일부에서는 세계 총대주교를 가리켜 정교회의 지도자로 언급하는 경우가 있지만, 이는 세계 총대주교의 공식 호칭도 아닐 뿐더러 세계 총대주교청에서도 그러한 말은 일반적으로 사용하지 않는다. 정교회의 지도자라는 표현이 세계 총대주교만이 갖고 있는 특별한 역할을 가리키는 것이라면 받아들일 수 있지만, 때때로 정교회의 교황으로 오해하는 경우도 있다. 정교회에는 교황에 상응하는 개념이 존재하지 않는다. 모든 정교회의 지체는 교회 문제에 대해 주교 한 명당 한 표씩 행사하여 결정을 내리는 주교 시노드 체제로 운영하고 있다. 고대 5대 총대주교들에게는 (로마, 콘스탄티노폴리스, 알렉산드리아, 안티오키아, 예루살렘 순으로) 명예적 선임권이 주어졌지만, 시노드 외에는 다른 주교들에게 어떠한 실질적인 영향력도 행사할 수 없다. 그리고 이들 역시 시노드에서 각각 한 표 밖에 행사할 수 없다.
2007년 세계 총대주교는 로마의 주교가 참으로 교회의 첫 번째(Prōtos) 주교임을 재차 선언한 가톨릭-정교회 신학 문서인 라벤나 문서를 승인했다. 물론 교황의 권한에 대해서는 앞으로 구체적인 토론을 해야 하지만, 이는 수위권이 아니라 동등한 가운데 첫 번째임을 인정한 것이다. 제2차 바티칸 공의회의 교회에 관한 교의 헌장 《인류의 빛》(Lumen Gentium)의 ‘안에 존재한다’(Subsistit in)는 표현에 따르면, 총대주교는 로마의 교회론적 관점에서 봤을 때 유효하게 축성된 주교이며, 로마와 콘스탄티노폴리스 사이의 교회적 친교에 결함이 있음에도 불구하고, 역사의 어느 시점에서 개선될 여지가 있다.

## 초기 역사
콘스탄티노폴리스 교구의 역사는 서기 330년 콘스탄티누스 대제가 콘스탄티노폴리스를 건설한 때부터 이어져 오고 있다. 콘스탄티누스 대제는 330년경 비잔티움을 제국 제2의 수도로 격상시키면서 한때 헤라클레아 수도 대교구 소속 트라키아-마케도니아 교구의 보좌 주교였던 비잔티움의 주교는 관구 대주교로 위치가 격상되었다. 수세기 동안 로마 교회는 이러한 콘스탄티노폴리스의 야망에 반대해 왔다. 그 이유는 콘스탄티노폴리스를 교회 서열 1위의 지위를 위협할 경쟁자로 봤기 때문이 아니라 모든 총대주교직은 베드로를 통해 주어진다는 베드로좌의 수위권의 원칙상 단지 정치적인 고려 때문에 기존의 교계제도를 뒤흔드는 것을 용납할 수 없었기 때문이다.
381년 제1차 콘스탄티노폴리스 공의회는 “콘스탄티노폴리스의 주교는 로마의 주교 다음으로 영예의 특권들을 소유한다. 콘스탄티노폴리스는 새 로마이기 때문이다.”(공의회 교령 제3조)라고 선언함으로써 콘스탄티노폴리스 주교에게도 영예로운 지위를 부여했다. 콘스탄티노폴리스 주교좌의 위상은 동로마 황제의 전폭적인 지지와 후원 뿐만이 아니라 매우 중요한 지리적 중요성 때문에 시간이 지날수록 점차 커져갔다.
451년 칼케돈 공의회는 콘스탄티노폴리스의 주교를 총대주교로 격상시키면서 소아시아와 트라키아, 아직 복음이 전해지지 않은 이방인의 땅들 중 서방의 로마 교구와 알렉산드리아, 안티오키아, 예루살렘 등 나머지 세 총대주교들의 관할 지역으로 지정되지 않은 지역에 대한 교회법적 재치권을 부여했다. 뿐만 아니라 다른 총대주교들에 대한 상소심 재판권도 부여했으며, 최초의 주교좌로서 로마 교구의 영예의 수위권을 그대로 유지시키되 콘스탄티노폴리스에 로마 다음 가는 영예를 부여했다(공의회 교령 제28조). 교황 레오 1세는 자신이 파견한 사절단이 부재한 상황 중에 일어난 상황이라면서 이러한 결정을 수용하기를 거부했다. 6세기에 콘스탄티노폴리스 총대주교의 공식 직함은 ‘새 로마 콘스탄티노폴리스의 관구 대주교 및 세계 총대주교’가 되었다.

## 오스만 통치 시대
1453년 오스만 제국이 콘스탄티노폴리스를 정복했을 때(콘스탄티노폴리스의 함락), 총대주교청도 단절되었다. 하지만 동로마 제국을 무너뜨린 정복 군주 메흐메트 2세는 자신의 손으로 직접 무너뜨린 동로마 황제의 직계 상속인이 되었음을 대내외에 천명하기 위해 스스로 ‘로마인의 황제’(Kayser-i-Rûm)를 칭하면서 총대주교청을 다시 회복시켰다. 1454년 그는 서방의 라틴과의 일치에 반대한 것으로 잘 알려진 저명한 동로마 학자이자 수사인 겐나디오스 스홀라리오스(겐나디오스 2세)를 총대주교로 임명했다.
총대주교는 민족성에 상관 없이 오스만 제국의 통치 아래 있는 모든 정교회 신자들을 포함한 로마인(Rûm) 밀레트 장관(millet-başı)으로 지명되었다. 그렇지만 몇몇 총대주교들은 오스만 제국에 의해 즉결 처형되기도 했는데, 그 가운데 대표적인 인물이 총대주교 그리고리오스 5세이다. 그리고리오스 5세는 1821년 그리스 독립 전쟁이 발발하자 그에 대한 보복 차원으로 처형되었다.
19세기에 발칸반도의 기독교 국가들 사이에서 민족주의와 세속주의가 거세지면서 각 나라마다 세계 총대주교로부터 독립해 자체적인 총대주교 혹은 관구 대주교가 이끄는 독립 교회가 세워지게 되었다. 이에 따라 세계 총대주교는 튀르키예와 그리스 영토 일부 그리고 아메리카와 아시아, 오세아니아 등지에 있는 그리스 정교회 디아스포라만 사목하게 되었다.

## 튀르키예 정부와의 관계
1923년 10월 29일 튀르키예 건국이 선포된 이래 튀르키예 정부는 세계 총대주교를 튀르키예에 거주하는 그리스 소수 민족의 종교 지도자로 인식하고, 공식적으로 그를 ‘파나르의 그리스 정교회 총대주교’ 또는 ‘콘스탄티노폴리스의 로마 정교회 총대주교’(튀르키예어: Fener Rum Ortodoks Patriği)라고 부른다. 파나르는 이스탄불에 있는 구역으로 세계 총대주교청의 소재지이다. 현재까지 유효한 튀르키예법에 따르면, 세계 총대주교는 튀르키예 공화국 정부에 예속된 존재이기는 하지만, 주교 시노드에서 세계 총대주교를 선출하는 것을 허용했다. 세계 총대주교로 선출되기 위해서는 튀르키예 법에 따라 튀르키예 시민권자여야 한다. 튀르키예 건국 이래 세계 총대주교직은 튀르키예에서 태어난 튀르키예 시민권자인 그리스인이 맡아 왔다. 대다수 정교회 신자들이 튀르키예를 떠났기 때문에(그리스-튀르키예 인구 교환과 이스탄불 민족학살 참조) 후임 세계 총대주교를 선출하기 위한 후보들의 범위가 상당히 좁아졌다.
인권 단체들과 기독교 관련 단체들은 튀르키예의 세속 정부가 종교 지도자인 세계 총대주교에게 내건 조건들에 오랫동안 항의해오고 있다. 튀르키예 정부가 폐지한 이슬람 칼리프 연구소 역시 똑같은 조건이 적용되었다. 예를 들어 동방 정교회에서 전통적으로 인정받고 있고, 과거 오스만 정부에서도 인정한 총대주교의 세계적 지위는 튀르키예 내에서 논란의 대상이 되어 왔다. 튀르키예 정부의 지침에 따라 다른 나라에서 온 성직자들은 세계 총대주교청에 거주하거나 근무할 수 없기 때문에 세계 총대주교청이 제대로 기능하는데 문제가 되고 있다. 튀르키예 정부는 초창기에 세계 총대주교청에 맞대응하고자 튀르키예 정교회를 홍보했으나 이에 대해서도 제한을 가했다.
인권 단체들은 또한 교회 재산 몰수와 세계 총대주교청으로 하여금 불가항력적으로 할키 신학교의 문을 닫도록 유도한 점 등 튀르키예 정부가 교회를 통제하고 있는 상황에 대해서도 지적하고 있다. 하지만 2004년 바르톨로메오스 세계 총대주교는 정부의 도움으로 근 80년 만에 튀르키예 외의 지역에서 온 주교 6명까지 포함해서 총 12명의 주교가 참석한 시노드를 소집하는데 성공했다. 또한 그는 콘스탄티노폴리스에서 자신의 관할 아래 있는 모든 주교가 모이는 회의를 2년에 1번꼴로 소집하고 있다.
콘스탄티노폴리스 세계 총대주교청은 1993년부터 2004년까지 이따금씩 세계 총대주교 집전 예식을 방해받거나 세계 총대주교 개인에 대한 위협 같은 공격을 받았다.

## 같이 보기
- 동방 정교회
- 새 로마
- 콘스탄티노폴리스
- 콘스탄티노폴리스 총대주교청
- 한국 정교회